# Nagroda za najlepszy scenariusz na Festiwalu Filmowym w Cannes
Nagroda za najlepszy scenariusz na Festiwalu Filmowym w Cannes (fr. Prix du scénario du Festival de Cannes) – nagroda przyznawana nieregularnie od 1949 i corocznie od 1996 na Międzynarodowym Festiwalu Filmowym w Cannes. Wyróżnienie przyznaje jednemu z filmów konkursu głównego międzynarodowe jury. W latach 1985–1993 nagroda nie była przyznawana.
Jedynym jak dotychczas polskim twórcą uhonorowanym tą nagrodą jest Jerzy Skolimowski (1982).

## Laureaci nagrody
| Rok     | Kraj                                                       | Scenarzysta                                                    | Tytuł polski                                               | Tytuł oryginalny                                           |
| ------- | ---------------------------------------------------------- | -------------------------------------------------------------- | ---------------------------------------------------------- | ---------------------------------------------------------- |
| 1949    | Stany Zjednoczone                                          | Alfred L. Werker Eugene Ling Virginia Shaler                   | Lost Boundaries                                            | Lost Boundaries                                            |
| 1951    | Wielka Brytania                                            | Terence Rattigan                                               | Wersja Browninga                                           | The Browning Version                                       |
| 1952    | Włochy                                                     | Piero Tellini                                                  | Złodzieje i policjanci                                     | Guardie e ladri                                            |
| 1953–57 | Nagrody nie przyznano.                                     | Nagrody nie przyznano.                                         | Nagrody nie przyznano.                                     | Nagrody nie przyznano.                                     |
| 1958    | Włochy                                                     | Pier Paolo Pasolini Massimo Franciosa Pasquale Festa Campanile | Młodzi małżonkowie                                         | Giovani mariti                                             |
| 1959–62 | Nagrody nie przyznano.                                     | Nagrody nie przyznano.                                         | Nagrody nie przyznano.                                     | Nagrody nie przyznano.                                     |
| 1963    | Rumunia · Francja · Francja                                | Dumitru Carabat Henri Colpi Yves Jamiaque                      | Kodyn                                                      | Codine                                                     |
| 1964    | Nagrody nie przyznano.                                     | Nagrody nie przyznano.                                         | Nagrody nie przyznano.                                     | Nagrody nie przyznano.                                     |
| 1965    | Francja                                                    | Pierre Schoendoerffer                                          | Pluton 317                                                 | La 317ème section                                          |
| 1965    | Wielka Brytania                                            | Ray Rigby                                                      | Wzgórze                                                    | The Hill                                                   |
| 1966    | Nagrody nie przyznano.                                     | Nagrody nie przyznano.                                         | Nagrody nie przyznano.                                     | Nagrody nie przyznano.                                     |
| 1967    | Włochy                                                     | Elio Petri                                                     | Każdemu swoje                                              | A ciascuno il suo                                          |
| 1967    | Francja                                                    | Alain Jessua                                                   | Zabawa w masakrę                                           | Jeu de massacre                                            |
| 1968    | Festiwal odwołany z powodu rozruchów w Paryżu w maju 1968. | Festiwal odwołany z powodu rozruchów w Paryżu w maju 1968.     | Festiwal odwołany z powodu rozruchów w Paryżu w maju 1968. | Festiwal odwołany z powodu rozruchów w Paryżu w maju 1968. |
| 1969–73 | Nagrody nie przyznano.                                     | Nagrody nie przyznano.                                         | Nagrody nie przyznano.                                     | Nagrody nie przyznano.                                     |
| 1974    | Stany Zjednoczone                                          | Steven Spielberg Hal Barwood Matthew Robbins                   | Sugarland Express                                          | The Sugarland Express                                      |
| 1975-79 | Nagrody nie przyznano.                                     | Nagrody nie przyznano.                                         | Nagrody nie przyznano.                                     | Nagrody nie przyznano.                                     |
| 1980    | Włochy                                                     | Agenore Incrocci Furio Scarpelli Ettore Scola                  | Taras                                                      | La terrazza                                                |
| 1981    | Węgry                                                      | István Szabó                                                   | Mefisto                                                    | Mephisto                                                   |
| 1982    | Polska                                                     | Jerzy Skolimowski                                              | Fucha                                                      | Moonlighting                                               |
| 1983    | Nagrody nie przyznano.                                     | Nagrody nie przyznano.                                         | Nagrody nie przyznano.                                     | Nagrody nie przyznano.                                     |
| 1984    | Grecja · Włochy · Grecja                                   | Teo Angelopoulos Tonino Guerra Thanassis Valtinos              | Podróż na Cyterę                                           | Ταξίδι στα Κύθηρα Taxidi sta Kythira                       |
| 1985-93 | Nagrody nie przyznano.                                     | Nagrody nie przyznano.                                         | Nagrody nie przyznano.                                     | Nagrody nie przyznano.                                     |
| 1994    | Francja                                                    | Michel Blanc                                                   | Śmiertelne zmęczenie                                       | Grosse fatigue                                             |
| 1995    | Nagrody nie przyznano.                                     | Nagrody nie przyznano.                                         | Nagrody nie przyznano.                                     | Nagrody nie przyznano.                                     |
| 1996    | Francja                                                    | Jacques Audiard Alain Le Henry                                 | Wielce skromny bohater                                     | Un héros très discret                                      |
| 1997    | Stany Zjednoczone                                          | James Schamus                                                  | Burza lodowa                                               | The Ice Storm                                              |
| 1998    | Stany Zjednoczone                                          | Hal Hartley                                                    | Henry Fool                                                 | Henry Fool                                                 |
| 1999    | Rosja                                                      | Jurij Arabow                                                   | Moloch                                                     | Молох Mołoch                                               |
| 2000    | Stany Zjednoczone                                          | James Flamberg John C. Richards                                | Siostra Betty                                              | Nurse Betty                                                |
| 2001    | Bośnia i Hercegowina                                       | Danis Tanović                                                  | Ziemia niczyja                                             | Ničija zemlja                                              |
| 2002    | Wielka Brytania                                            | Paul Laverty                                                   | Słodka szesnastka                                          | Sweet Sixteen                                              |
| 2003    | Kanada                                                     | Denys Arcand                                                   | Inwazja barbarzyńców                                       | Les invasions barbares                                     |
| 2004    | Francja                                                    | Agnès Jaoui Jean-Pierre Bacri                                  | Popatrz na mnie                                            | Comme une image                                            |
| 2005    | Meksyk                                                     | Guillermo Arriaga                                              | Trzy pogrzeby Melquiadesa Estrady                          | The Three Burials of Melquiades Estrada                    |
| 2006    | Hiszpania                                                  | Pedro Almodóvar                                                | Volver                                                     | Volver                                                     |
| 2007    | Niemcy                                                     | Fatih Akın                                                     | Na krawędzi nieba                                          | Auf der anderen Seite                                      |
| 2008    | Belgia                                                     | Jean-Pierre Dardenne Luc Dardenne                              | Milczenie Lorny                                            | Le silence de Lorna                                        |
| 2009    |                                                            | Mei Feng                                                       | Noce wiosennego upojenia                                   | 春风沉醉的晚上 Chun feng chen zui de ye wan                |
| 2010    | Korea Południowa                                           | Lee Chang-dong                                                 | Poezja                                                     | 시 Shi                                                     |
| 2011    | Izrael                                                     | Josef Cedar                                                    | Przypis                                                    | הערת שוליים Hearat Shulayim                                |
| 2012    | Rumunia                                                    | Cristian Mungiu Tatiana Niculescu Bran                         | Za wzgórzami                                               | După dealuri                                               |
| 2013    |                                                            | Jia Zhangke                                                    | Dotyk grzechu                                              | 天注定 Tian zhu ding                                       |
| 2014    | Rosja                                                      | Andriej Zwiagincew Oleg Niegin                                 | Lewiatan                                                   | Левиафан Lewiafan                                          |
| 2015    | Meksyk                                                     | Michel Franco                                                  | Opiekun                                                    | Chronic                                                    |
| 2016    |                                                            | Asghar Farhadi                                                 | Klient                                                     | فروشنده Forushande                                         |
| 2017    | Grecja                                                     | Jorgos Lantimos Eftimis Filipu                                 | Zabicie świętego jelenia                                   | The Killing of a Sacred Deer                               |
| 2017    | Wielka Brytania                                            | Lynne Ramsay                                                   | Nigdy cię tu nie było                                      | You Were Never Really Here                                 |
| 2018    |                                                            | Dżafar Panahi Nader Saeivar                                    | Trzy twarze                                                | سه رخ Se rokh                                              |
| 2018    | Włochy                                                     | Alice Rohrwacher                                               | Szczęśliwy Lazzaro                                         | Lazzaro felice                                             |
| 2019    | Francja                                                    | Céline Sciamma                                                 | Portret kobiety w ogniu                                    | Portrait de la jeune fille en feu                          |
| 2020    | Festiwal odwołany z powodu pandemii koronawirusa.          | Festiwal odwołany z powodu pandemii koronawirusa.              | Festiwal odwołany z powodu pandemii koronawirusa.          | Festiwal odwołany z powodu pandemii koronawirusa.          |
| 2021    | Japonia                                                    | Ryūsuke Hamaguchi Takamasa Oe                                  | Drive My Car                                               | ドライブ・マイ・カー Doraibu mai kā                        |
| 2022    | Szwecja                                                    | Tarik Saleh                                                    | Chłopiec z niebios                                         | Boy from Heaven                                            |
| 2023    | Japonia                                                    | Yuji Sakamoto                                                  | Monster                                                    | 怪物 Kaibutsu                                              |
| 2024    | Francja                                                    | Coralie Fargeat                                                | Substancja                                                 | The Substance                                              |